# Tazates (general bizantino)
Tazates (em latim: Tazates; em grego: Τατζάτης, Tatzátēs), Tazácio (Tazatius; Τατζάτιος, Tatzátios) ou Tachate (em armênio: Տաճատ; romaniz.: Tačat; m. 785) foi um proeminente general bizantino de ascendência armênia que, em 782, desertou para os abássidas e foi alçado ao governo do Emirado da Armênia.

## Nome
Tazates (Tazates; Τατζάτης, Tatzátēs) ou Tazácio (Tazatius; Τατζάτιος, Tatzátios) são as formas latina e grega do armênio Tachate (Տաճատ, Tačat). Sua origem é desconhecida, mas pode ter uma vaga relação com o persa novo daxade (داشان, dašād) ou daxã ((داشات, dašān).

## Biografia

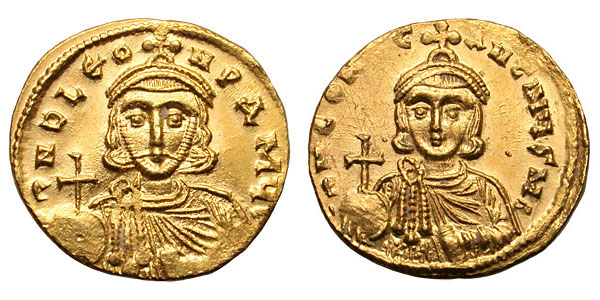
Soldo de r. e r.

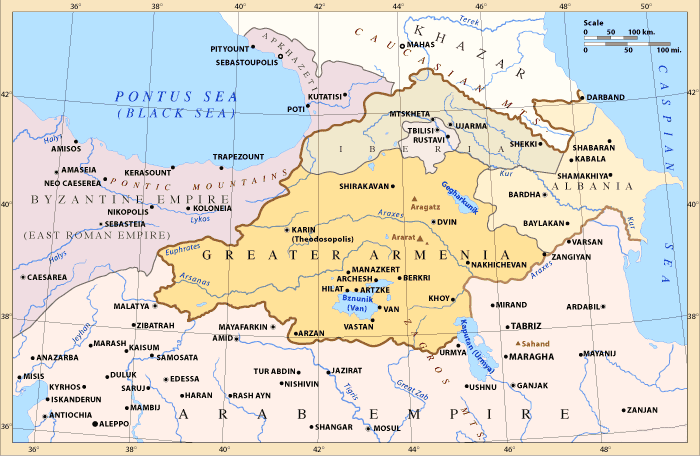
Transcaucásia sob os muçulmanos: a província de Armênia-Azerbaijão

Tazates pertencia à nobre família armênia dos Anzevacis. Provavelmente, na década de 750, se mudou para o Império Bizantino e se colocou a serviço de Constantino V Coprônimo (r. 741–775). Sob o comando do imperador, supostamente lutou contra os búlgaros e alcançou o posto de estratego (general e governador de um tema) por volta de 760. Não se sabe quais temas comandou, mas, em 776, governou o Tema Bucelário. Neste mesmo ano, liderou seu exército numa vitoriosa expedição contra os árabes que chegou até Samósata. Em 778, participou de uma expedição de grandes proporções contra Germanícia sob o comando geral de Miguel Lacanodraco e, em 781, lutou, novamente sobre Lacanodraco, na vitória bizantina em Cesareia contra o exército árabe liderado por Abde Alquibir.
Em 782, o filho do califa abássida, Harune Arraxide (que seria califa entre 786 - 809), invadiu o Império Bizantino na Ásia Menor. Os bizantinos, sob o comando do logóteta e eunuco Estaurácio conseguiram bloquear a retirada de Harune e circundaram o exército invasor. Tazates aproveitou a oportunidade para desertar com muitos dos homens que liderava. Esta deserção, porém, foi mantida em segredo por algum tempo, permitindo que Harune capturasse os enviados bizantinos, inclusive Estaurácio, que faziam parte de um grupo enviado para negociar uma trégua. O comandante abássida foi, assim, capaz de ditar duros termos para a imperatriz Irene.
As razões para esta ação são incertas. Teófanes, o Confessor cita seu ódio pelo favorito de Irene, Estaurácio, enquanto o historiador armênio Leôncio, o Vardapetes, numa teoria mais plausível, sugere que perdeu as graças da corte e temia que fosse iminente a sua troca como parte da política de Irene de remover os generais fanaticamente iconoclastas da velha guarda de Constantino V do poder. Teófanes também relata que, em sua deserção, Tazates deixou para trás sua esposa e posses, que se juntaram a ele somente depois, quando o tratado de paz foi firmado; fontes armênias, porém, reportam que ele os levou consigo quando desertou. Harune apontou Tazates como governador do Emirado da Armênia, o vassalo do Califado Abássida. Foi morto numa campanha contra os cazares em 785.